# Вівсянка-пустельниця чорногорла
Вівся́нка-пусте́льниця чорногорла (Amphispiza bilineata) — вид горобцеподібних птахів родини Passerellidae. Мешкає в США і Мексиці. Це єдиний представник монотипового роду Вівсянка-пустельниця (Amphispiza). Виділяють низку підвидів.

## Опис

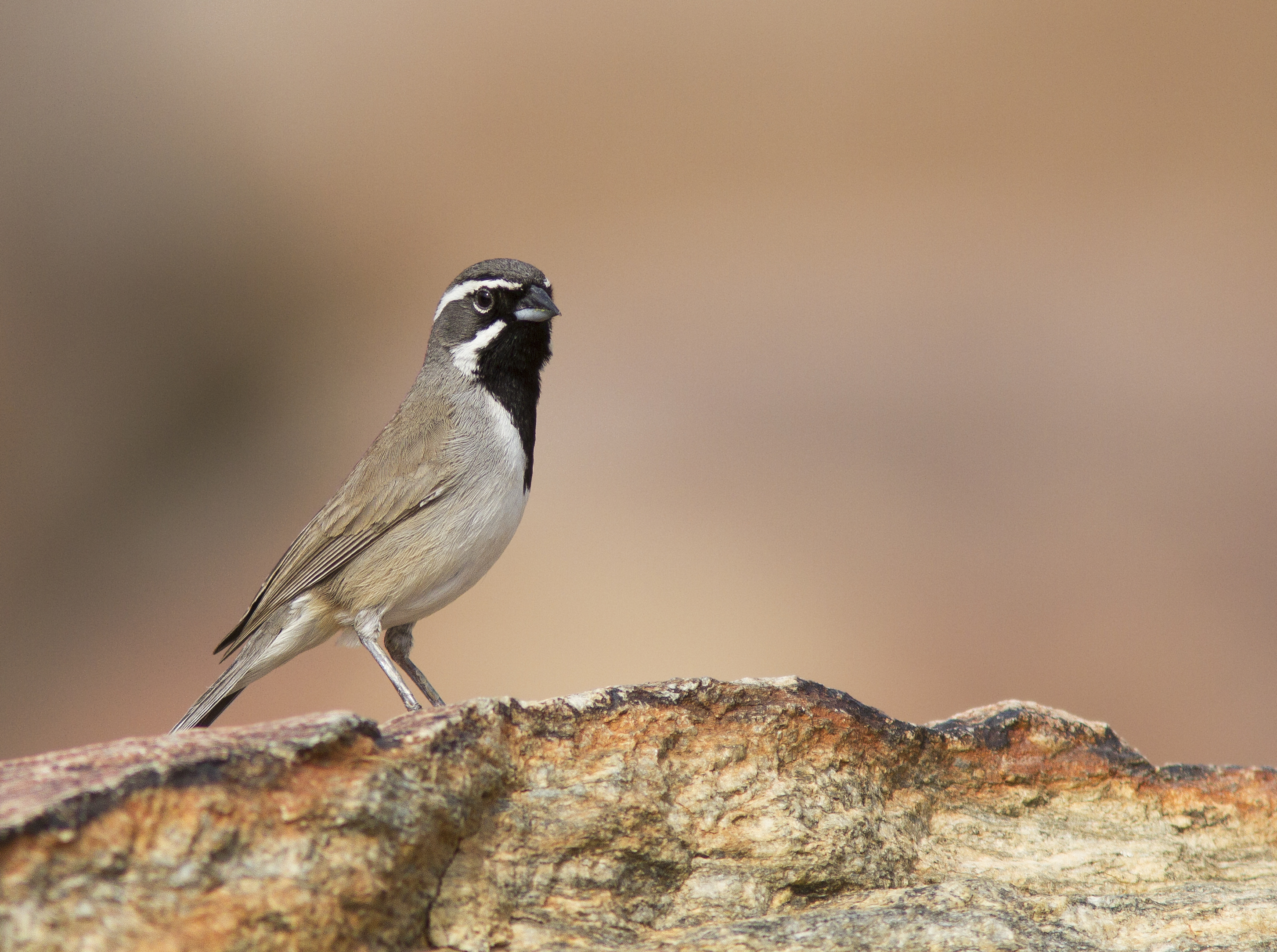
Чорногорла вівсянка-пустельниця

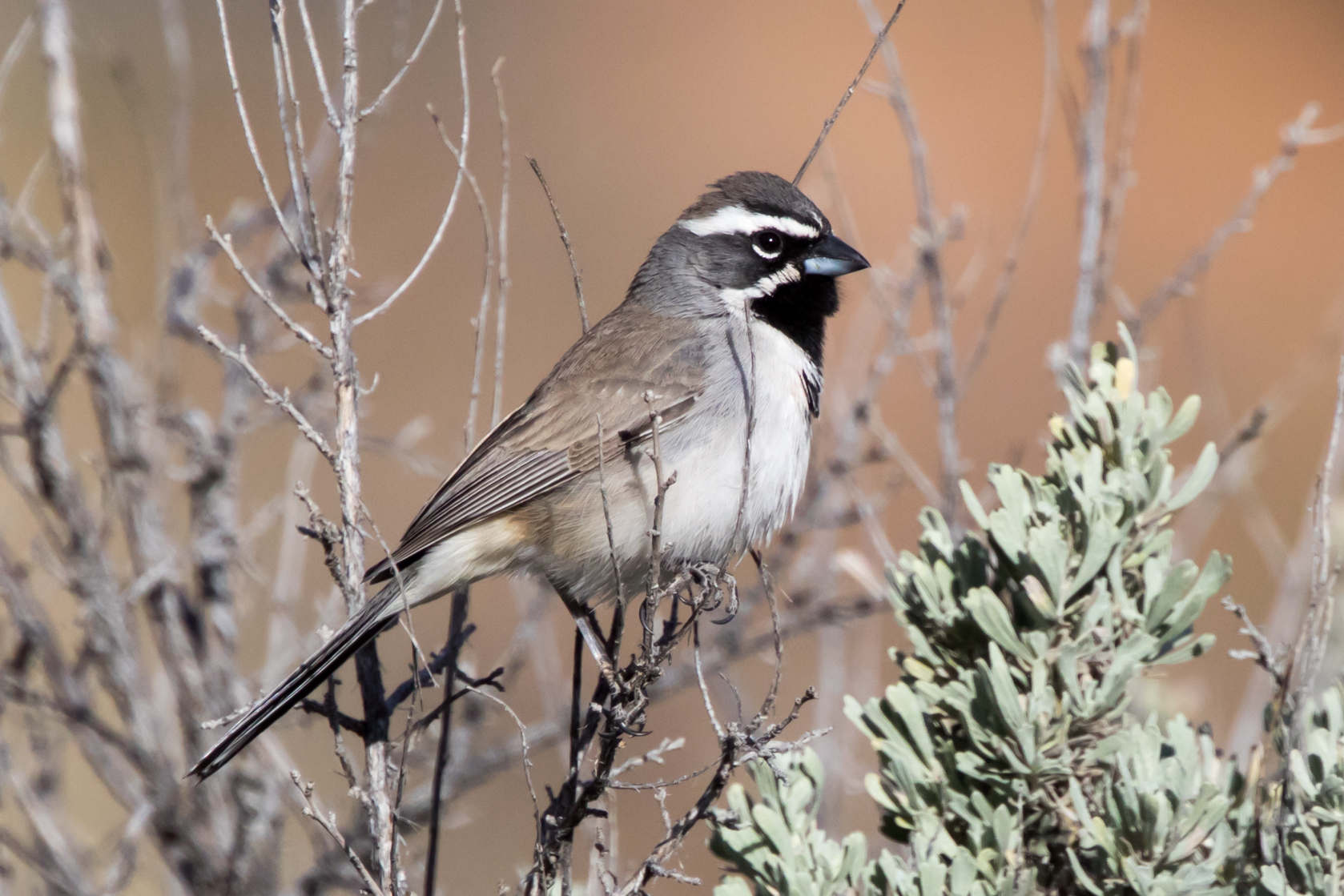
Чорногорла вівсянка-пустельниця (Колорадо)

Довжина птаха становить 12—14,5 см, розмах крил 20 см, вага 11—14 г. Верхня частина тіла світло-сіра, нижня частина тіла білувата. Тім'я і щоки темні, над очима білі «брови». підборіддя біле, на горлі і грудях чорний «комірець». Дзьоб сірий. У молодих птахів чорна пляма на грудях відсутня.

## Підвиди
Виділяють дев'ять підвидів:
- A. b. bilineata (Cassin, 1850) — півд північного і центрального Техасу до північно-східної Мексики (східна Коауїла, Нуево-Леон і Тамауліпас);
- A. b. opuntia Burleigh & Lowery, 1939 — від південно-східного Колорадо до сходу Нью-Мексико, західного Техасу і північно-західної Коауїли;
- A. b. deserticola Ridgway, 1898 — від заходу США до півночі Каліфорнійського півострова та північного заходу Чіуауа, на островах Каліфорнійської затоки;
- A. b. bangsi Grinnell, 1927 — південь Каліфорнійського півострова і сусідні острови;
- A. b. tortugae Van Rossem, 1930 — острів Ла-Тортуга[en];
- A. b. belvederei Banks, 1963 — острів Жака Кусто;
- A. b. pacifica Nelson, 1900 — південно-західна Мексика (південна Сонора, північ Сіналоа і острів Тібурон);
- A. b. cana Van Rossem, 1930 — острів Сан-Естебан[en];
- A. b. grisea Nelson, 1898 — захід Центральної Мексики (від Чіуауа до півдня Коауїли, півночі Халіско і південного заходу Тамауліпаса).

## Поширення і екологія
Чорногорлі вівсянки-пустельниці мешкають у посушливих районах на південному заході Північної Америки. Вони живуть в пустелях, напівпустелях і сухих чагарникових заростях. Зустрічаються на висоті до 2200 м над рівнем моря, парами або невеликими зграйками. Живляться комахами і насінням. Гніздування починається в квітні-травні. Гніздо робиться з трави і рослинних волокон, розміщується в чагарниках на висоті 15—46 см над землею. У кладці 3—4 білих або блакитнуватих яйця.

## Збереження
МСОП класифікує цей вид як такий, що не потребує особливих заходів зі збереження. За оцінками дослідників, популяція чорногорлих вівсянок-пустельниць становить приблизно 62 млн птахів.